# Avarský chanát
Avarský chanát (avarsky Awarazul Nutsallhi, rusky Аварское ханство), známý také jako Avarie, Khunzie či Avaristán, byl dlouho trvající muslimský stát národa Avarů na Kavkaze v Asii s hlavním městem Khunzakh. Existoval od první poloviny 13. století do roku 1864, kdy byl po kavkazské válce (1817–1864) anektován Ruským impériem.
Mezi 5. a 12. století byli kavkazští Avarové pokřesťanštěni gruzínským pravoslavím. Od 12. století podléhali Avarové vlivům islamizace. Muslimský Avarský chanát vznikl na troskách křesťanského království Sarir někdy na počátku 13. století, přičemž přesné datum založení státu je neznámé. Stát se rozprostíral na Severním Kavkaze v horských oblastech západního Dagestánu.